# U-Bahn-Station Taubstummengasse
Die U-Bahn-Station Taubstummengasse ist eine am 25. Februar 1978 eröffnete Station der Linie U1 der U-Bahn Wien. Die zweigeschoßige Station befindet sich auf der Wieden, in Tieflage direkt unter der Fahrbahn der dicht befahrenen Geschäftsstraße Favoritenstraße und verfügt über einen Mittelbahnsteig. Ausgänge führen in die Mayerhofgasse und die Floragasse.
Die Station wurde in den 1970er Jahren in offener Bauweise errichtet und nach dem Konzept der Architektengruppe U-Bahn (Wilhelm Holzbauer, H. Marschalek, G. Ladstätter bzw. B. Gantar) mit der Signalfarbe Rot der U1 ausgestaltet. Zusammen mit den Stationen Karlsplatz, Südtiroler Platz, Keplerplatz und Reumannplatz gehört die Station Taubstummengasse zu den Stationen der nach dem Zweiten Weltkrieg eröffneten Neubaustrecke der Wiener U-Bahn. In unmittelbarer Nähe befinden sich das Theresianum und das Funkhaus.

## Erste Teststrecke
Im Jahr 1969 begann auf dem Wiener Karlsplatz der Bau der U-Bahn-Linie U1. Durch die offene Bauweise wurde der Streckenabschnitt bis zur Taubstummengasse relativ rasch fertiggestellt. Auf dieser Strecke konnten die ersten U-Bahn-Garnituren getestet werden, während an anderen Abschnitten noch gebaut wurde. Dieser Testbetrieb wurde auch durch eine Wendeanlage und ein Abstellgleis für eine U-Bahn-Garnitur, die im Anschluss an die Station Taubstummengasse unterhalb der Favoritenstraße in Richtung Südtiroler Platz gebaut worden waren, gewährleistet. Der Stationsbetrieb konnte in dieser für weitere U-Bahn-Stationsbauten typischen Umgebung simuliert werden.
Am 18. August 1973 wurde der erste U-Bahn-Wagen am Karlsplatz in den Schacht abgelassen. Am 22. September 1973 begannen die Testfahrten zwischen Karlsplatz und Taubstummengasse. Eine längere Teststrecke für die „Silberpfeile“ wurde erst im Jahr 1976 auf den größtenteils oberirdisch verlaufenden Gleisen der heutigen U4 zwischen Heiligenstadt und Friedensbrücke eröffnet.
Die Wendeanlage bestand bis Sommer 2012. Im Zuge von Sanierungsarbeiten wurde sie jedoch durch eine Überleitstelle ersetzt, sodass der Fahrbetrieb im Störungsfall nicht mehr zur Gänze unterbrochen werden muss.

## Erstes Blindenleitsystem

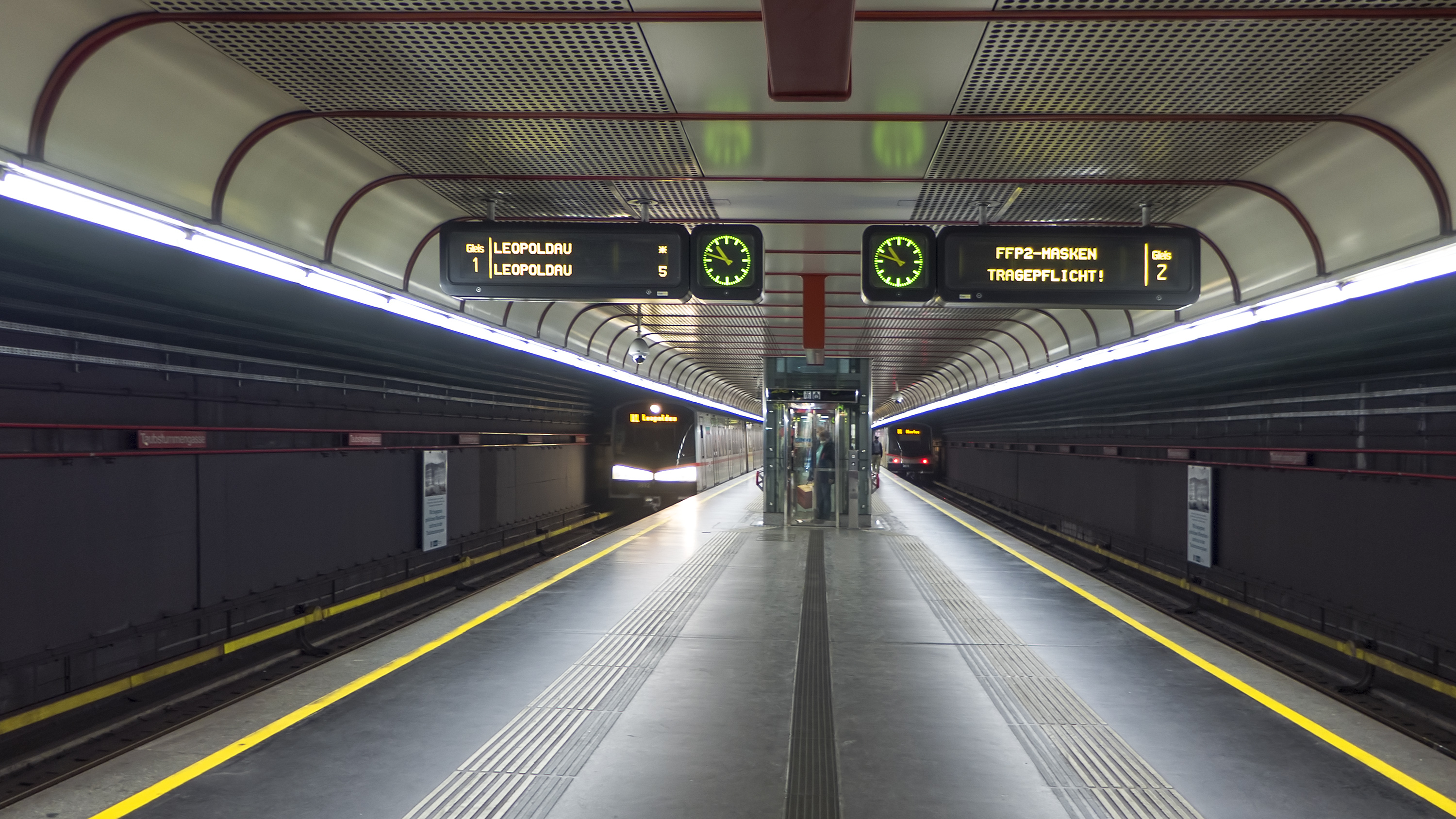
Station Taubstummengasse mit dem Mittelbahnsteig und dem verbreiterten Blindenleitsystem

Die Taubstummengasse war die erste Wiener U-Bahn-Station, in der ein Blindenleitsystem angebracht wurde. Der Mittelbahnsteig mit den an den Enden liegenden Aufgängen schien für erste Tests am besten geeignet. Im Jahr 1993 wurden sieben parallele, ungefähr 3 cm breite erhabene Linien aus schwarzer Bodenmarkierungsfarbe entlang des Bahnsteigs angebracht, die einen ungefähr 40 cm breiten Leitstreifen ergaben.
Nach der Eröffnung eines Lifts wurde bis zum 5. Mai 2004 auch das Blindenleitsystem erneuert. Im Zuge der Erneuerung wurde das alte System, das trotz einiger Abnützungserscheinungen noch gut ertastbar war, teilweise ersetzt. Statt der schwarzen Markierung wurde wie bei den später entstandenen Blindenleitsystemen der Wiener U-Bahn nunmehr weiße Bodenmarkierungsfarbe verwendet. Das Leitsystem umfasst nun zehn parallele Streifen.

## Letzter nachgerüsteter Personenlift

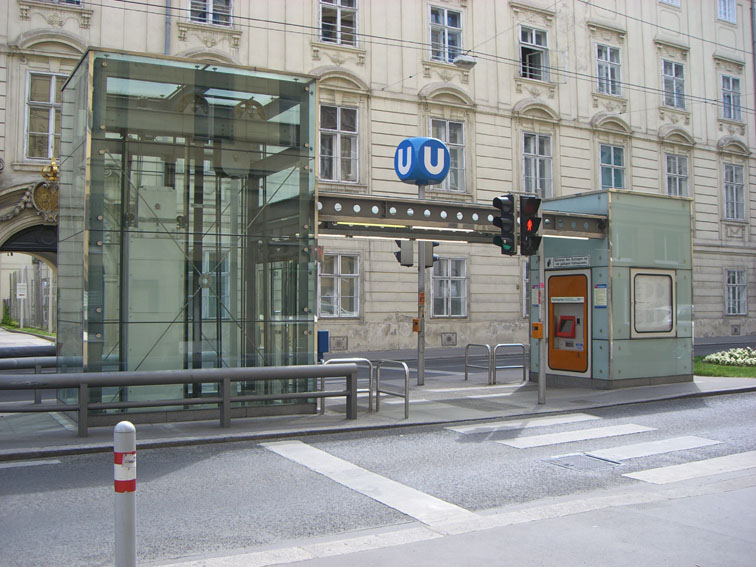
Lifthäuschen der Station Taubstummengasse, im Hintergrund das Theresianum

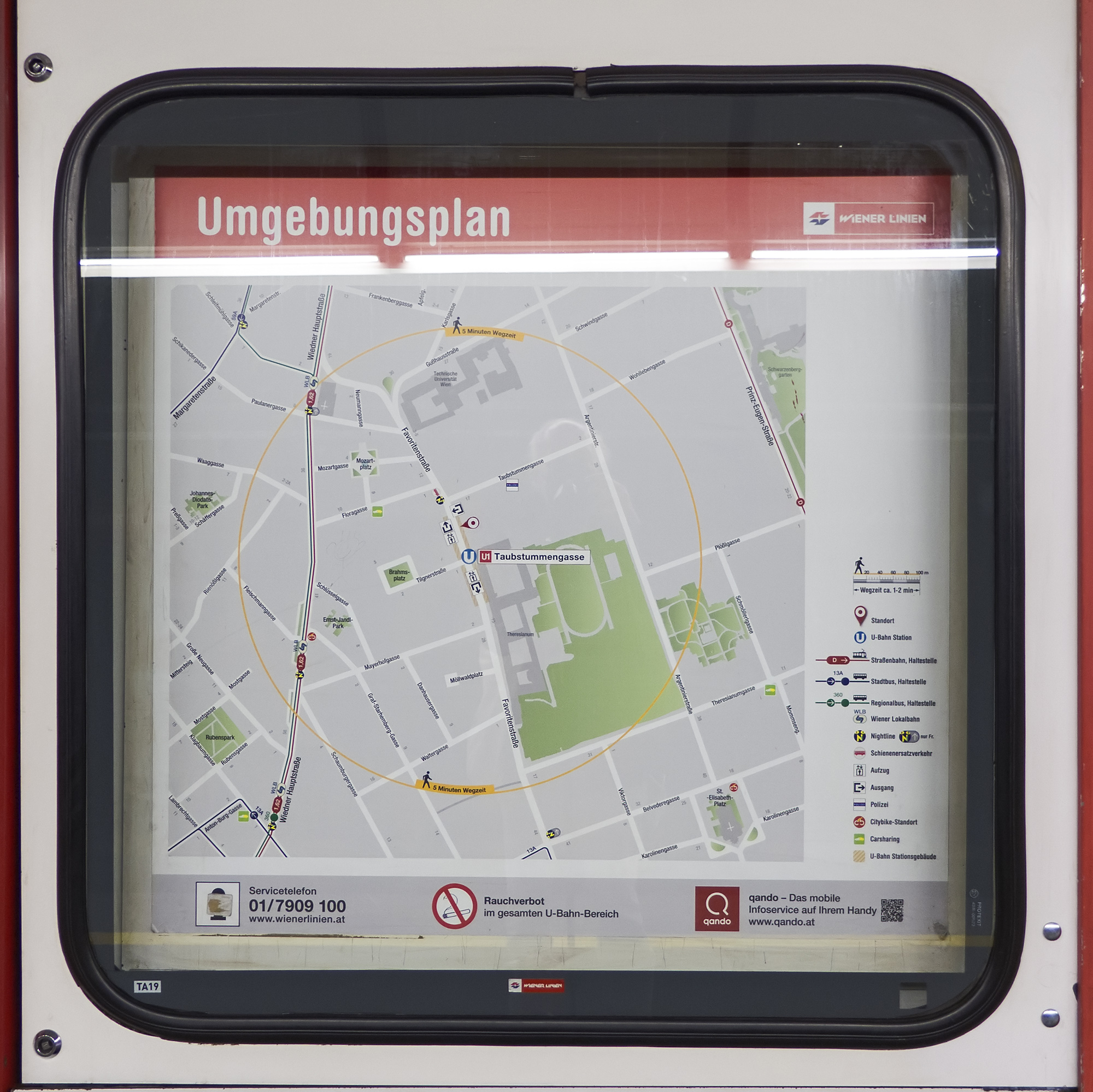
Umgebungsplan

Wegen der beengten verkehrsräumlichen Lage der Station konnte ursprünglich kein Personenlift eingebaut werden. Die Forderung nach einer barrierefreien Nutzung der U-Bahn wurde jedoch im Lauf der Zeit von Behindertenorganisationen immer häufiger geäußert. Obwohl im Jahre 1995 von der Stadt Wien ein Nachrüstungsprogramm für Personenaufzüge in sämtlichen Wiener U-Bahn-Stationen in die Wege geleitet worden war, dauerte es noch bis zum 28. April 2004, dass hier ein Aufzug als Abschluss dieses Ausbauprogramms eröffnet wurde. Die Station Taubstummengasse war also die letzte, die – mehr als 26 Jahre nach ihrer Eröffnung – mit einem Lift nachgerüstet wurde. Künftig gebaute U-Bahn-Stationen müssen schon ab ihrer Eröffnung über solche Liftanlagen verfügen.
Die U-Bahn war in den 1970er Jahren gerade hier begonnen worden, um in der ins Stadtzentrum führenden Favoritenstraße im Sinne der autogerechten Stadt mehr Raum für den Straßenverkehr zu schaffen und den damals überlasteten öffentlichen Schienenverkehr unter das Straßenniveau zu legen.
Nun stellte sich heraus, dass ein direkter Lift vom Mittelbahnsteig der Station eine Verkehrsinsel in der Straßenmitte und damit eine Verschmälerung der Fahrbahn sowie entsprechende Ampelanlagen zur Überquerung erforderlich machen würde. Daher wurde lange Zeit eine Lösung diskutiert, die eine Führung des Lifts vom Bahnsteig in das Zwischengeschoß mit einer Umsteigemöglichkeit in einen weiter von der Station weg gelegenen zweiten Personenaufzug vorsah. Schließlich entschied man sich, nach den Erfahrungen mit der U-Bahn-Station Nestroyplatz, bei der ein ähnlicher Lift nachgerüstet werden musste, für die direkte Liftführung.